# Josef Heichele
Josef Heichele (15 de outubro de 1914 - 8 de novembro de 2001) foi um oficial alemão que serviu no Deutsches Heer durante a Segunda Guerra Mundial. Foi condecorado com a Cruz de Cavaleiro da Cruz de Ferro com Folhas de Carvalho.

## Condecorações
| Cruz de Ferro (1939) 2ª Classe                                     | 15 de agosto de 1941    |
| Cruz de Ferro (1939) 1ª Classe                                     | 6 de novembro de 1941   |
| Distintivo de Feridos em Preto                                     |                         |
| Distintivo de Feridos em Prata                                     |                         |
| Distintivo da infantaria de assalto                                |                         |
| Medalha da Frente Oriental                                         |                         |
| Distintivo de Combate Fechado em Bronze                            |                         |
| Distintivo de Combate Fechado em Prata                             |                         |
| Distintivo de destruição de Blindados para Combatentes Individuais |                         |
| Cruz Germânica em Ouro                                             | 14 de fevereiro de 1943 |
| Cruz de Cavaleiro da Cruz de Ferro                                 | 31 de janeiro de 1944   |
| Cruz de Cavaleiro da Cruz de Ferro com Folhas de Carvalho nº 742   | 17 de fevereiro de 1945 |